# Borbora
Borbora [ˈbɔʀbɔʀa] und Barbora [ˈbaʀbɔʀa] sind westslawische Formen des weiblichen Vornamens Barbara. Borbora ist die obersorbische Variante, Barbora ist tschechisch, slowakisch und auch litauisch. 
Für weitere Informationen zum Namen siehe den Hauptartikel Barbara.

## Bekannte Namensträgerinnen
- Barbora Bobuľová (* 1974), slowakische Schauspielerin
- Barbora Kodetová (* 1970), tschechische Schauspielerin
- Barbora Krejčíková (* 1995), tschechische Tennisspielerin
- Barbora Radvilaitė (1520–1551), Königin von Polen und Großfürstin von Litauen
- Barbora Tomešová (* 1986), tschechische Biathletin
- Barbora Špotáková (* 1981), tschechische Leichtathletin und Olympiasiegerin
- Barbora Záhlavová-Strýcová (* 1986), tschechische Tennisspielerin